# Isla de San Miguel (Azores)

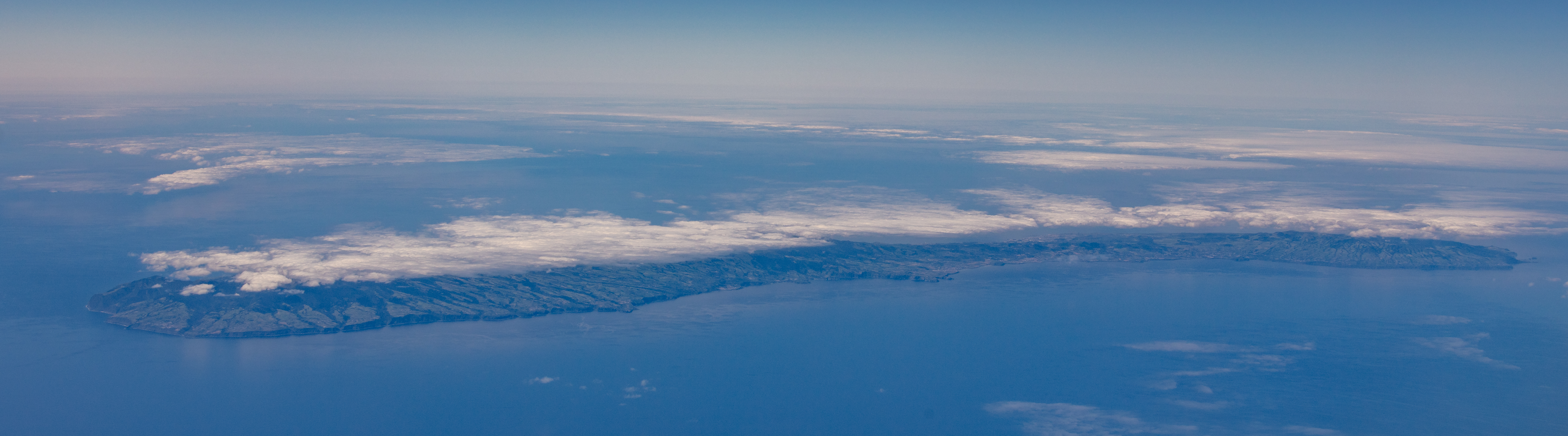
Vista aérea de la isla.

La isla de San Miguel (en portugués, Ilha de São Miguel) es la mayor isla del archipiélago de las Azores y también la más poblada. En ella se encuentra la capital de la región (Ponta Delgada). Con una superficie de 746,82 km², mide 65 km de este a oeste y su anchura oscila entre 8 y 16 km. Cuenta con una población de aproximadamente 129.434 habitantes (datos de 2001), repartida entre los municipios de Lagoa, Nordeste, Ponta Delgada, Povoação, Ribeira Grande y Vila Franca do Campo.
San Miguel es también conocida como Isla Verde, debido a sus grandes praderas. En las colinas se encuentran también bosques de laurisilva. La isla es el refugio del camachuelo de Azores, pájaro endémico en grave peligro de extinción.

## Geografía
San Miguel, que es la isla más extensa tanto del archipiélago como de Portugal en su conjunto, se compone de un antiguo macizo en su extremo oriental (el Complejo de Povoação - Nordeste), y de tres estratovolcanes: Sete Cidades, Fogo y Furnas. Estos macizos volcánicos están unidos entre ellos por alineamientos recientes de conos de escorias. El estratovolcán de Sete Cidades es conocido sobre todo por su gran caldera (caldeira), de 5 km de diámetro y 350 m de profundidad media. En ella se encuentran dos lagunas (Lagoa Verde al sur y Lagoa Azul al norte), así como numerosos volcanes de naturaleza traquítica.  
El estratovolcán de Fogo ocupa el centro de la isla, con una caldera de unos 3 km de diámetro. La última erupción de Fogo se produjo en 1564. El tercer estratovolcán es el de Furnas, que ha conocido dos erupciones en época histórica, en 1440 y 1630. La última produjo la muerte de unas 200 personas.
En la zona levantina de la isla se encuentra el pico da Vara –el punto más alto de la isla– con 1103 m de altitud. En la zona central está la sierra de Água de Pau, con 940 m de altura. En la zona oeste se sitúa la Caldera de las Siete Ciudades, a 850 m de altitud.  
Los ancestrales bosques de laurisilva han sido mayormente remplazados por campos de cultivo, pastos y vegetación introducida, siendo la especie más común la conífera cryptomeria japonica. Hay algunos puntos de agua caliente (caldeiras), generalmente localizadas en el centro de la isla, de Povoação a Nordeste. Sus fértiles tierras producen cereales, té, vino y fruta, y alimentan al ganado bovino.

## Bioma

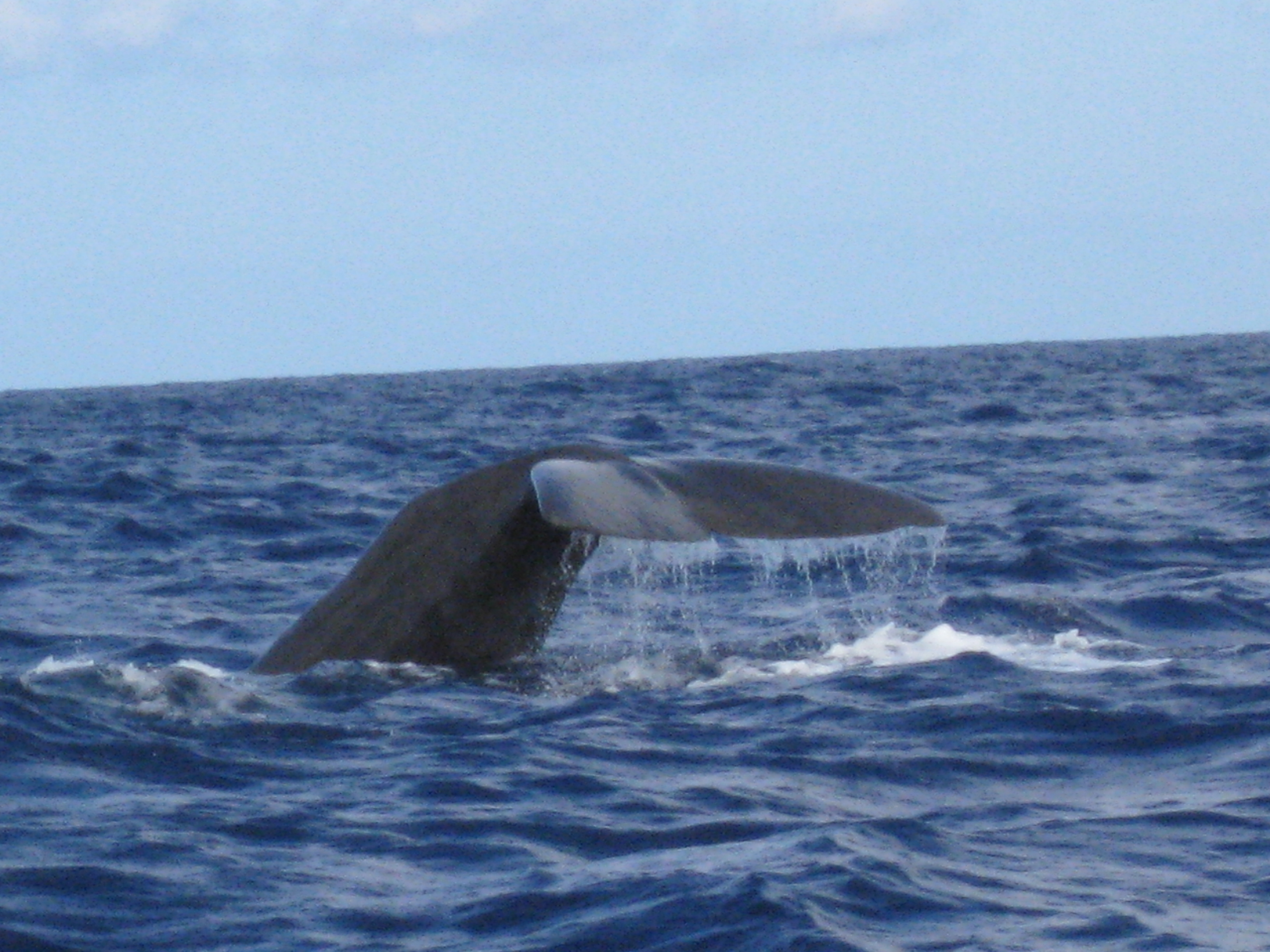
Cola de cachalote en las costas de San Miguel.

El antiguo bosque de laurisilva ha sido reemplazado en su mayor parte por campos de cultivo y árboles y plantas importados, como los omnipresentes árboles cryptomeria. Hay algunas aguas termales (caldeiras), generalmente ubicadas en el centro de la isla, en la zona que va de Povoação a Furnas.
La elevación más alta en San Miguel es el pico da Vara de 1.103 metros. Situada en el extremo oriental insular, es el foco de un Área de Protección Especial que contiene el remanente más grande del bosque de laurisilva en la isla, donde se encuentra el pájaro endémico y críticamente amenazado, el camachuelo de Azores. Entre la fauna de la isla destaca mayormente el ganado doméstico introducido como las vacas.
Se pueden hacer excursiones de observación de ballenas, desde Ponta Delgada y Vila Franca do Campo. Es fácil observar tortugas marinas, delfines comunes, delfines mulares, cachalotes y ballenas jorobadas.

## Historia

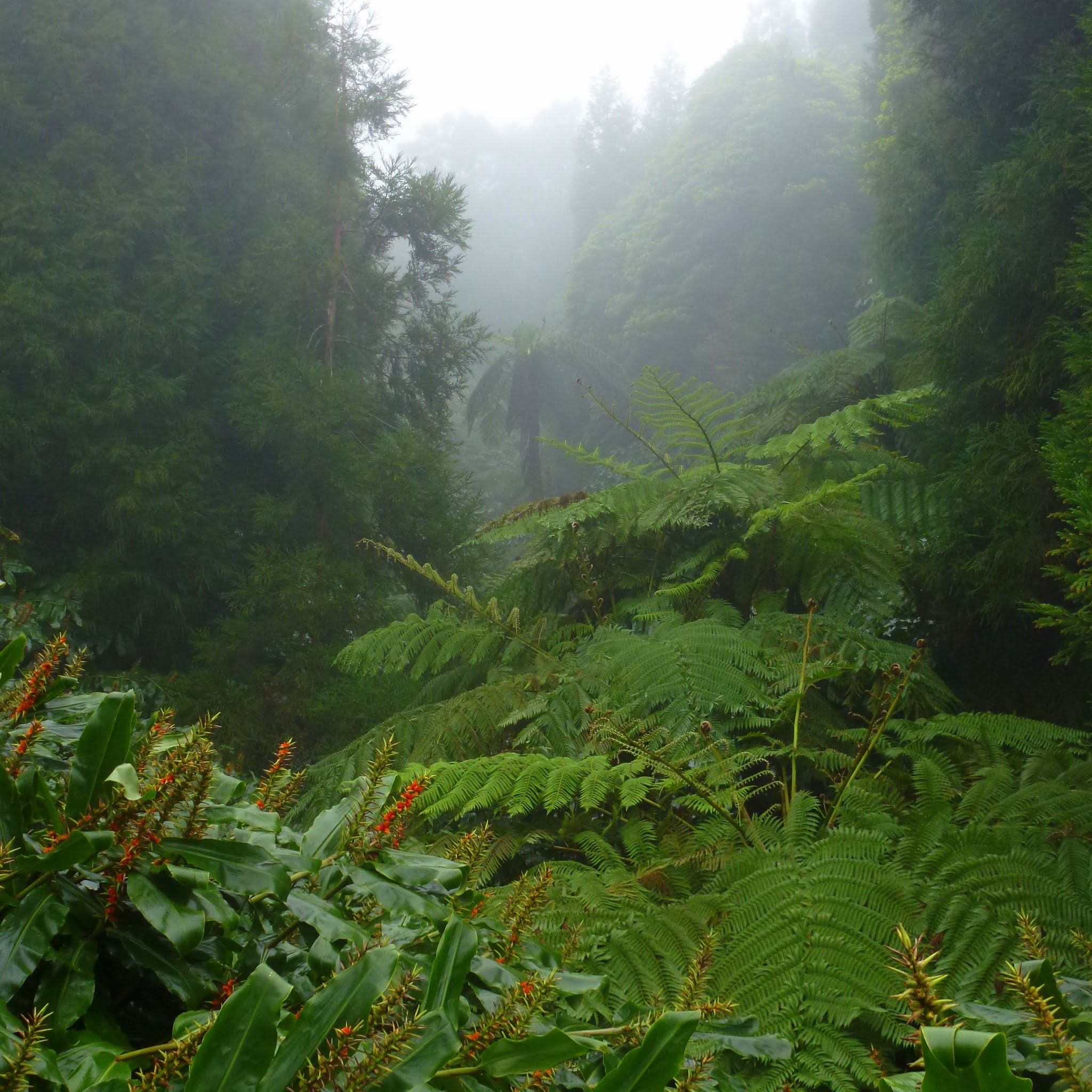
Bosque de laurisilva, en Caldeira Velha.

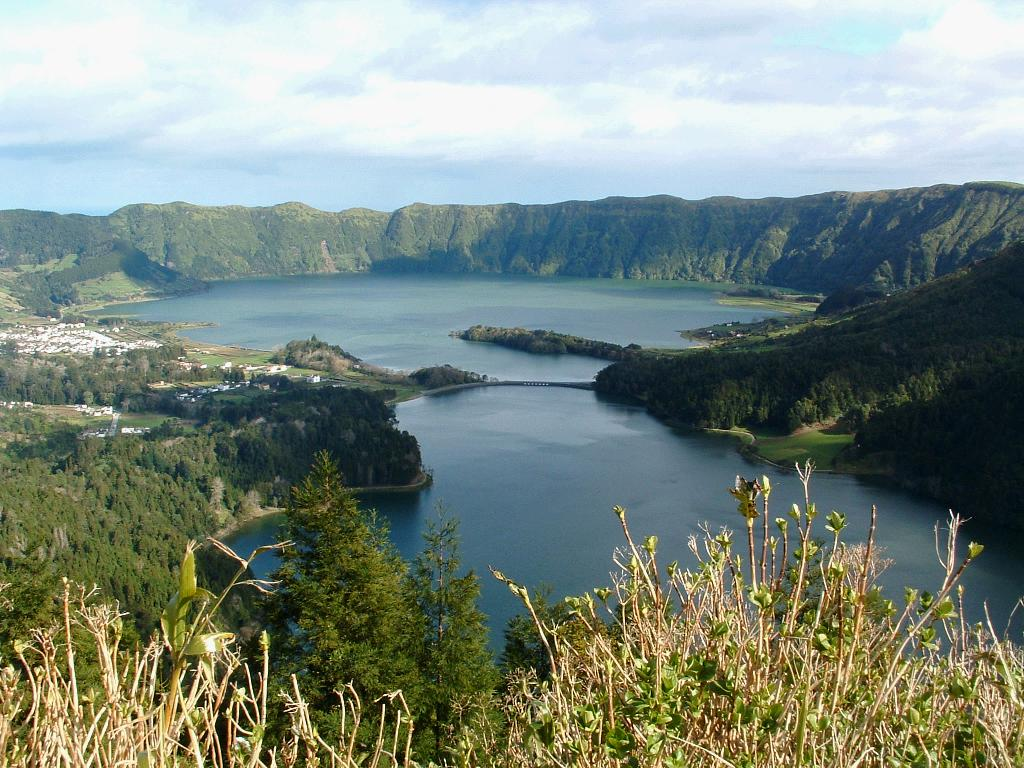
Laguna de las Siete Ciudades.

Vista del norte de la isla desde el mirador de Bela Vista.

Se cree que la isla fue descubierta entre 1426 y 1439, aunque podría ser la «Isla Verde» que aparece en portulanos de mediados del siglo XIV, contemporáneos de las expediciones a las Canarias. Su descubrimiento se describe así: 

"El infante D. Enrique, deseando saber si habría islas o tierra firme en las zonas remotas del Océano Occidental, envió navegantes. (...) Llegaron y vieron tierra a unas trescientas leguas al oeste de Cabo Finisterre y vieron que eran islas. Entraron en  la primera, la encontraron deshabitada y, recorriéndola, vieron muchos azores y muchas aves, y fueron a la segunda, que ahora es llamada de San Miguel, donde también encontraron aves y azores y, además, muchas aguas calientes naturales."

La primera capital de las isla fue Vila Franca do Campo, que fue arrasada por un terremoto en 1522, momento en que la capitalidad se transfirió a Ponta Delgada. Ponta Delgada es una ciudad en constante desarrollo, que aún mantiene sus iglesias y palacios de los siglos XVI a XIX.
En el contexto de la crisis de sucesión de 1580, aquí tuvieron lugar las luchas entre los partidarios de Antonio I de Portugal y los de Felipe II de España. Culminaron en la batalla naval de Vila Franca, que se desarrolló a lo largo de la costa sur de la isla (26 de julio de 1582), con la victoria de los segundos. Después de la batalla, Álvaro de Bazán, marqués de Santa Cruz de Mudela, desembarcó en Vila Franca do Campo, donde estableció su cuartel general y donde ahorcó a unos 800 prisioneros franceses (considerados piratas, ya que Francia no estaba en guerra con España) y portugueses leales al prior de Crato. Fue la  masacre más brutal jamás ocurrida en las Azores.
Con la restauración de la independencia portuguesa en la isla en 1641, esta recuperó su función de centro comercial, que los españoles habían trasladado durante ochenta años a la isla de Terceira. Estrechando contactos con Brasil, a donde emigraron muchos colonos.
Muchos edificios históricos de la isla datan del siglo XVIII, incluyendo mansiones e iglesias. Muestran elaborada mampostería, tejas y ricas esculturas delicadas, que aún se pueden disfrutar en la actualidad. Esta expansión arquitectónica se justifica por las ganancias de la producción de naranjas para la exportación, cuyo principal mercado era Gran Bretaña.
Durante la Primera Guerra Mundial, la ciudad de Ponta Delgada y sus alrededores fueron bombardeados por 50 obuses del "Deutschland", un submarino del Imperio alemán, clase U-155 (4 de julio de 1917), bajo el mando del capitán Karl Meusel. A partir de ese ataque, se instaló una base naval estadounidense en Ponta Delgada, que se mantuvo en funcionamiento hasta septiembre de 1919. En este período, unos 2000 barcos utilizaron el puerto. El suministro a estos buques y a miles de soldados en tránsito, preservó a la economía de la isla de las dificultades de la guerra y permitió la formación de algunas pequeñas fortunas.
En general, el desarrollo de la industria pesquera y de transformación de productos agrícolas ayudaron a impulsar la economía insular hasta hoy. Actualmente, San Miguel es uno de los centros políticos y administrativos más dinámicos del archipiélago y es la sede del Gobierno Regional de las Azores.

## Cultura
La principal festividad religiosa de las Azores tiene lugar en esta isla, concretamente en Ponta Delgada, donde reúne todos los años miles de personas. Son las fiestas del Senhor Santo Cristo dos Milagres, que se realizan cada año el quinto domingo después de Pascua.
Otra manifestación religiosa de la isla son las romerías. Al acercarse la Semana Santa, grupos de decenas de personas recorren la isla a pie, durante ocho días, rezando y cantando en todas las iglesias y ermitas que encuentran en su camino.